# Кведло, Станислав Иванович
Станислав Иванович Кведло (22 сентября 1914, Екатеринослав — 16 ноября 1980, Москва) — советский военный деятель, контр-адмирал, участник советско-финской и Великой Отечественной войн.

## Биография
Станислав Иванович Кведло родился 22 сентября 1914 года в городе Екатеринославе (ныне — Днепр, Украина). В 1932 году был призван на службу в Военно-морской флот СССР. В 1937 году окончил Высшее военно-морское училище имени М. В. Фрунзе, после чего командовал катером в пограничном отряде в Одессе. С мая 1940 года служил начальником штаба дивизиона катеров — морских охотников отдельного пограничного отряда Военно-морской базы Ханко Ленинградского округа пограничных войск НКВД СССР. С декабря 1940 года был помощником начальника штаба 2-го Балтийского отряда пограничных судов того же округа. Здесь он встретил начало Великой Отечественной войны.
С первых дней Великой Отечественной войны Кведло активно участвовал в боевых действиях против немецкого флота. Участвовал в эвакуации гарнизона с полуострова Ханко, во главе группы пограничных катеров сопровождал боевые корабли, уходившие из осаждённого Таллина в Кронштадтскую военно-морскую базу. Когда началась блокада Ленинграда, Кведло организовывал и руководил несением дозорной службы в восточной части Финского залива. С октября 1941 года служил в истребительном отряде охраны водного района Балтийского флота, был помощником начальника штаба, командиром по оперативной части, начальником штаба. Неоднократно участвовал в проводке подводных лодок через минные заграждения, лично руководил заделкой пробоин и устранением всех повреждений, полученных катерами его отряда в боях, эвакуировал раненых. При возвращении советского каравана с острова Лавенсаари береговые батареи врага обстреляли его, и тогда Кведло во главе сил охранения вовремя поставил дымовую завесу, избежав потерь.
В феврале 1944 года стал командиром 14-го дивизиона сторожевых катеров, а с августа того же года командовал 12-м дивизионом сторожевых катеров бригады малых охотников охраны водного района Таллинского морского оборонительного района. Со своими катерами прошёл тысячи морских миль, эскортируя подводные лодки и конвоируя транспорты и боевые корабли. Участвовал в освобождении Моонзундских островов, проводил в Ленинград караваны из Швеции, Финляндии, Таллина. Его экипажи уничтожили множество плавающих мин, захватили в плен десятки вражеских моряков, не раз высаживали десанты и обеспечивали боевые траления. По итогам боевых действий в кампанию 1944 года дивизион Кведло был представлен к награждению орденом Красного Знамени.
После окончания войны продолжал службу в Военно-морском флоте СССР. В 1951 году окончил Военно-морскую академию имени К. Е. Ворошилова, в 1959 году — Военную академию Генерального штаба Вооружённых Сил СССР. В 1951—1954 годах командовал Печенгской военно-морской базой Северного флота. В 1954—1957 годах находился в служебной командировке в Китайской Народной Республике, был старшим военным советником командующего китайским Южным флотом. Вернувшись в СССР, был начальником штаба тыла — заместителем начальника тыла Северного флота. В 1963—1966 годах был начальником штаба государственного полигона на Новой Земле. С августа 1966 года служил в центральном аппарате ВМФ СССР, возглавлял Инспекцию безопасности мореплавания, водолазных и глубоководных работ. В 1970—1974 годах командировался в Индонезию, где был старшим группы советских военных специалистов. В марте 1974 года был уволен в запас. Умер 16 ноября 1980 года, похоронен на Кунцевском кладбище Москвы.

## Награды
- 2 ордена Красного Знамени (22 февраля 1945 года, 26 февраля 1953 года);
- Орден Ушакова 2-й степени (10 августа 1945 года);
- Орден Отечественной войны 2-й степени (6 января 1943 года);
- 2 ордена Красной Звезды (13 декабря 1943 года, 6 ноября 1947 года);
- Медали «За боевые заслуги» (3 ноября 1944 года), «За оборону Ленинграда», «За взятие Кёнигсберга» и другие медали.